# Індо-маврикійці
Індо-маврикійці (англ. Indo-Mauritians) — представники народу держави Маврикій, які є нащадками вихідців з Індії. Індо-маврикійці являють собою найчисленнішу частину населення країни — 740 тис. осіб.
Серед індо-маврикійців переважають біхарці, гіндустанці, синдхи і гуджаратці. Велика частина індо-маврикійців, близько 72 % — сповідує індуїзм, 23 % сповідують іслам, решта 5 % — інші релігії, в основному католицизм. Індо-маврикійці є нащадками індійських робітників, завезених на острів у період з 1835 по 1870 роки. Індо-маврикійці намагаються не змішуватися з іншими народами, дотримуючись своєї традиційної культури.

## Мова
Найпоширенішими мовами індо-маврикійців є мови Північної Індії: гінді та бходжпурі. Для третини індо-маврикійців вони вважаються рідними, і ще третина вільно володіє цими мовами. Крім індійських мов, в ужитку індо-маврикійців присутні й мови місцевого походження — франко-креольська (креоли). Більш освічені представники народу також говорять французькою і англійською мовами, в силу того що, починаючи з XVIII століття, острів був спочатку французькою, а потім англійською колонією.

## Побут
Для суспільного побуту індуїстів особливо характерні соціально-релігійні організації — баітка. Вони відіграють дуже важливу роль в житті селян — більшості індусів острова (80 %).
Серед містян-індійців переважають мусульмани, чиїм головним заняттям є торгівля. Традиційне для індо-маврикійців житло — квадратне, одно-і двокамерне — жителі споруджують його з дерева і криють травою, листям пальм або бляхою.
Чоловіки практично не носять традиційний одяг, тому що він вийшов з ужитку. Жінки (насамперед, селянки) носять довгі спідниці, кофтинки і шарфи. Сарі використовується жінками лише як святкове вбрання. В їжі в індо-маврикійців зберігся індійський раціон, в якому найчастіше можна зустріти овочі і бобові. Багато індійських страв складають частину загальномаврикійского раціону.

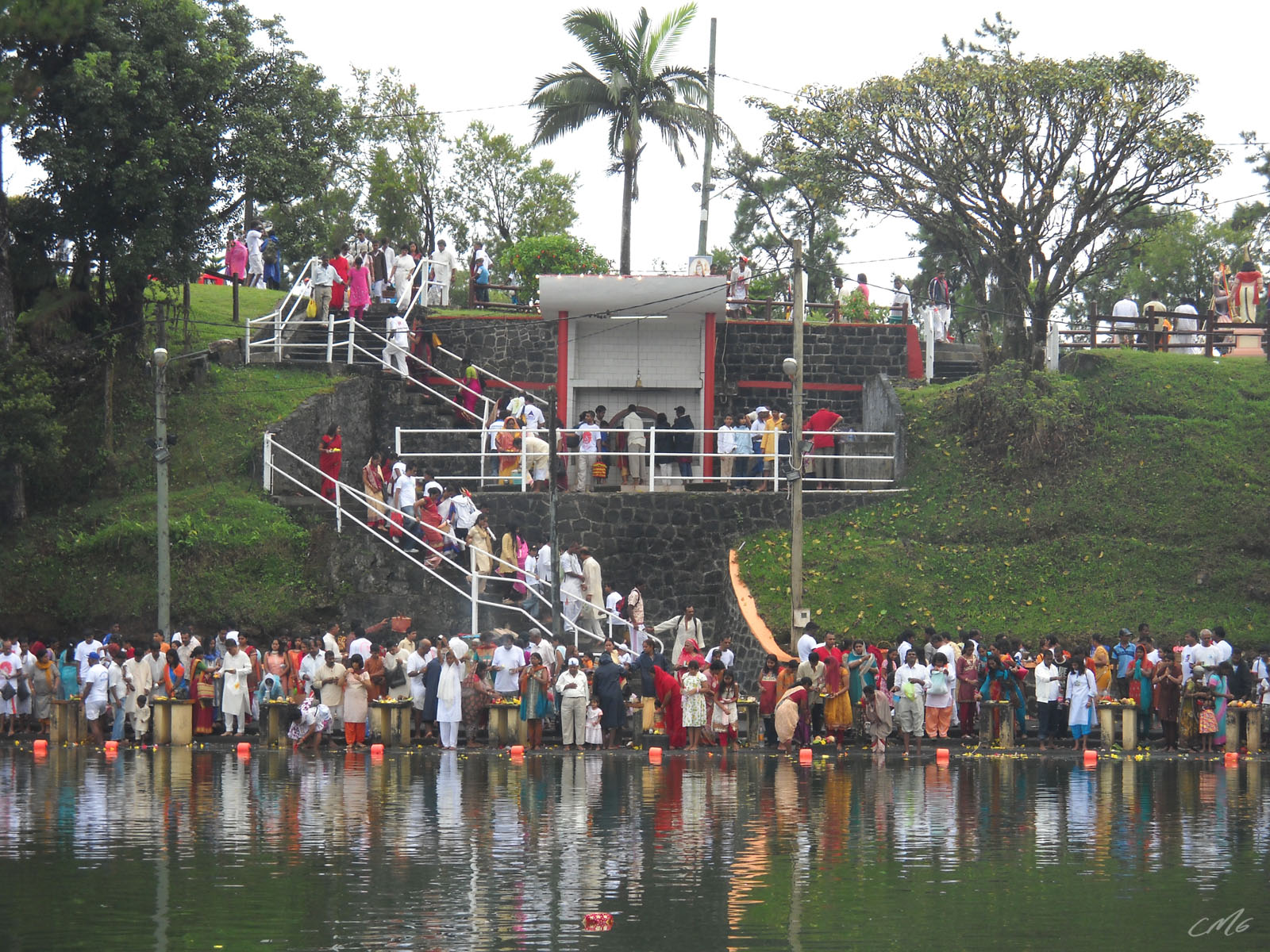
Індуїстське свято в Порт-Луї